# Pandiborellius magrettii
Espèce
Synonymes
- Brotheas hirsutus L. Koch, 1875
- Scorpio africanus subtypicus Kraepelin, 1894
- Pandinus magrettii Borelli, 1901
- Pandinurus sabbadinii Rossi, 2015

Pandiborellius magrettii est une espèce de scorpions de la famille des Scorpionidae.

## Distribution
Cette espèce est endémique d'Érythrée.

## Description
Le mâle holotype mesure 106 mm.
Pandiborellius magrettii mesure de 87,5 à 130 mm.

## Systématique et taxinomie
Cette espèce a été décrite sous le protonyme Pandinus magrettii par Borelli en 1901. Elle est placée dans le genre Pandinurus par Rossi en 2015 puis dans le genre Pandiborellius par Kovařík, Lowe, Soleglad et Plíšková en 2017.

## Étymologie
Cette espèce est nommée en l'honneur de Paolo Magretti.

## Publication originale
- Borelli, 1901 : « 'Materiali per la conoscenza della fauna Eritrea raccolti dal Dott. Paolo Magretti. Scorpioni. » Bollettino dei Musei di Zoologia ed Anatomia Comparata della Reale Universitá di Torino, vol. 16, no 384, p. 1-5 (texte intégral).